# Liste des commanderies templières en France
Cette liste crée une correspondance entre les départements actuels, ce à quoi ils correspondaient au Moyen Âge et la liste des commanderies répartie par région afin de faciliter la recherche d'une commanderie:

## Départements et régions correspondantes
| Commanderies templières en France, par régions actuelles et liens vers les articles correspondants, en sélectionnant la région souhaitée |
| --- |
| \| Al. Aq. Au. Bo. Br. Ce. C-A. F-C. IdF L-R Li. Lo. M-P NPC No. PdL Pi. P-C PACA R-A \|                                                 |
| Al. Aq. Au. Bo. Br. Ce. C-A. F-C. IdF L-R Li. Lo. M-P NPC No. PdL Pi. P-C PACA R-A                                                       |

| Département actuel      | Au Moyen Âge central                                                                | Région actuelle            |
| ----------------------- | ----------------------------------------------------------------------------------- | -------------------------- |
| Ain                     | Comté de Genève / Comté de Savoie                                                   | Rhône-Alpes                |
| Aisne                   | Comté de Champagne / diverses seigneuries / Domaine royal français                  | Picardie                   |
| Allier                  | Seigneurie de Bourbon                                                               | Auvergne                   |
| Alpes-de-Haute-Provence | Comté de Provence                                                                   | Provence-Alpes-Côte d'Azur |
| Hautes-Alpes            | Comté de Forcalquier                                                                | Provence-Alpes-Côte d'Azur |
| Alpes-Maritimes         | Comté de Provence                                                                   | Provence-Alpes-Côte d'Azur |
| Ardèche                 | Comté de Toulouse                                                                   | Rhône-Alpes                |
| Ardennes                | Comté de Rethel principalement, vassal du Comté de Champagne                        | Champagne-Ardenne          |
| Ariège                  | Comté de Foix                                                                       | Midi-Pyrénées              |
| Aube                    | Comté de Champagne                                                                  | Champagne-Ardenne          |
| Aude                    | Vicomté de Carcassonne puis domaine royal français                                  | Languedoc-Roussillon       |
| Aveyron                 | Comté de Rouergue / Comté de Rodez                                                  | Midi-Pyrénées              |
| Bouches-du-Rhône        | Comté de Provence                                                                   | Provence-Alpes-Côte d'Azur |
| Calvados                | Duché de Normandie puis domaine royal français                                      | Normandie                  |
| Cantal                  | Comté d'Auvergne                                                                    | Auvergne                   |
| Charente                | Comté d'Angoulême, vassal du Duché d'Aquitaine                                      | Poitou-Charentes           |
| Charente-Maritime       | La Saintonge et L'Aunis                                                             | Poitou-Charentes           |
| Cher                    | Comté de Sancerre / Domaine royal (Bourges) / Seigneurie d'Issoudun                 | Région Centre              |
| Corrèze                 | Vicomtés de Limoges / Turenne / Ventadour                                           | Limousin                   |
| Côte-d'Or               | Duché de Bourgogne                                                                  | Bourgogne                  |
| Côtes-d'Armor           | Duché de Bretagne                                                                   | Bretagne                   |
| Creuse                  | Comté de la Marche                                                                  | Limousin                   |
| Dordogne                | Comté de Périgord                                                                   | Aquitaine                  |
| Doubs                   | Comté de Bourgogne                                                                  | Franche-Comté              |
| Drôme                   | Comté de Toulouse / Dauphiné                                                        | Rhône-Alpes                |
| Eure                    | Duché de Normandie (Comté d'Évreux) puis domaine royal français                     | Normandie                  |
| Eure-et-Loir            | morcelé entre les comtés de Blois, de Dreux, du Perche et le domaine royal français | Centre                     |
| Finistère               | Duché de Bretagne                                                                   | Bretagne                   |
| Gard                    | Comté de Toulouse / Comté de Provence                                               | Languedoc-Roussillon       |
| Haute-Garonne           | Comté de Toulouse / Comté de Comminges                                              | Midi-Pyrénées              |
| Gers                    | Comté d'Armagnac (en partie)                                                        | Midi-Pyrénées              |
| Gironde                 | Duché d'Aquitaine puis Duché de Guyenne                                             | Aquitaine                  |
| Hérault                 | Seigneurie de Montpellier, vassal de la couronne d'Aragon au XIIIe siècle           | Languedoc-Roussillon       |
| Ille-et-Vilaine         | Duché de Bretagne                                                                   | Bretagne                   |
| Indre                   | Seigneuries de Déols / de Graçay / d'Issoudun                                       | Berry                      |
| Indre-et-Loire          | Touraine (comté de Tours)                                                           | Centre                     |
| Isère                   | Dauphiné                                                                            | Rhône-Alpes                |
| Jura                    | Comté de Bourgogne                                                                  | Franche-Comté              |
| Landes                  | Captal de Buch / Seigneurie d'Albret / Vicomté de Marsan / Vicomté de Tartas        | Aquitaine                  |
| Loir-et-Cher            | Comté de Blois / Comté de Vendôme                                                   | Centre                     |
| Loire                   | Comté de Forez                                                                      | Rhône-Alpes                |
| Haute-Loire             | Comté d'Auvergne / Comté du Velay                                                   | Auvergne                   |
| Loire-Atlantique        | Duché de Bretagne                                                                   | Pays de la Loire           |
| Loiret                  | Comté de Blois / domaine royal français                                             | Centre                     |
| Lot                     | Comté de Toulouse (Quercy)                                                          | Midi-Pyrénées              |
| Lot-et-Garonne          | L'Agenais                                                                           | Aquitaine                  |
| Lozère                  | Comté de Gévaudan puis domaine royal français                                       | Languedoc-Roussillon       |
| Maine-et-Loire          | Comté d'Anjou                                                                       | Pays de la Loire           |
| Manche                  | Duché de Normandie puis Domaine royal français                                      | Normandie                  |
| Marne                   | Comté de Champagne                                                                  | Champagne                  |
| Haute-Marne             | Évêché de Langres                                                                   | Champagne                  |
| Mayenne                 | Comté du Maine                                                                      | Pays de la Loire           |
| Meurthe-et-Moselle      | Comté de Bar / Duché de Lorraine                                                    | Lorraine                   |
| Meuse                   | Comté de Bar / Duché de Lorraine                                                    | Lorraine                   |
| Morbihan                | Duché de Bretagne                                                                   | Bretagne                   |
| Moselle                 | Duché de Lorraine                                                                   | Lorraine                   |
| Nièvre                  | Comté de Nevers                                                                     | Bourgogne                  |
| Nord                    | Comté de Flandre / Comté de Hainaut                                                 | Nord-Pas-de-Calais         |
| Oise                    | Comté de Beaumont / Évêché de Beauvais / Domaine royal français                     | Picardie                   |
| Orne                    | Duché de Normandie puis Domaine royal français                                      | Normandie                  |
| Pas-de-Calais           | Comté de Flandre                                                                    | Nord-Pas-de-Calais         |
| Puy-de-Dôme             | Comté d'Auvergne / Dauphiné d'Auvergne                                              | Auvergne                   |
| Pyrénées-Atlantiques    | Duché d'Aquitaine, Vicomté de Béarn incluse                                         | Aquitaine                  |
| Hautes-Pyrénées         | Comté de Bigorre                                                                    | Midi-Pyrénées              |
| Pyrénées-Orientales     | Comté de Roussillon, Couronne d'Aragon                                              | Languedoc-Roussillon       |
| Bas-Rhin                | Landgraviat de Basse-Alsace                                                         | Alsace                     |
| Haut-Rhin               | Landgraviat de Haute-Alsace                                                         | Alsace                     |
| Rhône                   | Comté de Forez, de Lyon et seigneurie de Beaujeu                                    | Rhône-Alpes                |
| Haute-Saône             | Comté de Bourgogne                                                                  | Franche-Comté              |
| Saône-et-Loire          | Duché de Bourgogne                                                                  | Bourgogne                  |
| Sarthe                  | Comté du Maine                                                                      | Pays de la Loire           |
| Savoie                  | Comté de Savoie et de Maurienne                                                     | Rhône-Alpes                |
| Haute-Savoie            | Comté de Genève                                                                     | Rhône-Alpes                |
| Paris                   | Royaume de France                                                                   | Île-de-France              |
| Seine-Maritime          | Duché de Normandie puis domaine royal français                                      | Normandie                  |
| Seine-et-Marne          | Comté de Champagne / Royaume de France                                              | Champagne                  |
| Yvelines                | Royaume de France                                                                   | Île-de-France              |
| Deux-Sèvres             | Comté de Poitou                                                                     | Poitou-Charentes           |
| Somme                   | Comté de Ponthieu / Comté de Vermandois puis domaine royal français                 | Picardie                   |
| Tarn                    | Vicomté d'Albi                                                                      | Comté de Toulouse          |
| Tarn-et-Garonne         | Comté de Toulouse (Quercy)                                                          | Midi-Pyrénées              |
| Var                     | Comté de Provence                                                                   | Provence-Alpes-Côte d'Azur |
| Vaucluse                | Comté de Forcalquier / Marquisat de Provence                                        | Provence-Alpes-Côte d'Azur |
| Vendée                  | Comté de Poitou                                                                     | Poitou-Charentes           |
| Vienne                  | Comté de Poitou                                                                     | Poitou-Charentes           |
| Haute-Vienne            | Vicomté de Limoges                                                                  | Limousin                   |
| Vosges                  | Duché de Lorraine                                                                   | Lorraine                   |
| Yonne                   | morcelé entre les comtés d'Auxerre, de Champagne et de Tonnerre                     | Bourgogne                  |
| Territoire de Belfort   | Seigneurie de Belfort, vassal du comté de Montbéliard                               | Franche-Comté              |
| Essonne                 | Royaume de France                                                                   | Île-de-France              |
| Hauts-de-Seine          | Royaume de France                                                                   | Île-de-France              |
| Seine-Saint-Denis       | Royaume de France                                                                   | Île-de-France              |
| Val-de-Marne            | Royaume de France                                                                   | Île-de-France              |
| Val-d'Oise              | Royaume de France                                                                   | Île-de-France              |

## Référence
- Liste de commanderies
- Commanderies au niveau national, inventaire Base Mérimée
- Jean-Luc Aubarbier et Michel Binet, Les Sites Templiers de France, Éditions Ouest-France, 1997